# District de Shuangluan
Le district de Shuangluan (双滦区 ; pinyin : Shuāngluán Qū) est une subdivision administrative de la province du Hebei en Chine. Il est placé sous la juridiction de la ville-préfecture de Chengde.